# Kvindefestival '74
Kvindefestival '74 er en dansk dokumentarfilm fra 1975, der er instrueret af Janne Giese efter manuskript af hende selv og Henning Camre.

## Handling
En reportagefilm om verdens første kvindefestival i København i 1974. Den var arrangeret af Rødstrømpebevægelsen og havde til formål at kontakte og informere et langt bredere udsnit af befolkningen end hidtil. Repræsenteret i filmen er: Fagbevægelsen, Dansk Demokratisk Kvindeforbund, Rødstrømpebevægelsen, Lesbisk Bevægelse, Frauenrock og Solvognen.